# Cerasus fruticosa
Cerasus fruticosa là loài thực vật có hoa trong họ Hoa hồng. Loài này được (Pall.) Woronow mô tả khoa học đầu tiên năm 1925.